# Belloy
Pour les articles homonymes, voir Belloy (homonymie).
Belloy est une commune française située dans le département de l'Oise en région Hauts-de-France.

## Géographie

### Description
Belloy est un village périurbain du Plateau picard situé à 19 km au nord-ouest de Compiègne, 24 km au nord-est de Clermont, 47 km au sud-est d'(Amiens et 55 km au sud-ouest de Saint-Quentin.
Le territoire communal est limité au nord par l'ancienne route nationale 38 (actuelle RD 938) et est facilement accessible par l'autoroute A1.

### Communes limitrophes
Les communes limitrophes sont  Lataule, Méry-la-Bataille et Neufvy-sur-Aronde.
|                  |        | Lataule           |
| Méry-la-Bataille | Belloy |                   |
|                  |        | Neufvy-sur-Aronde |

### Hydrographie
La commune est située dans le bassin Seine-Normandie. Elle n'est drainée par aucun cours d'eau,.

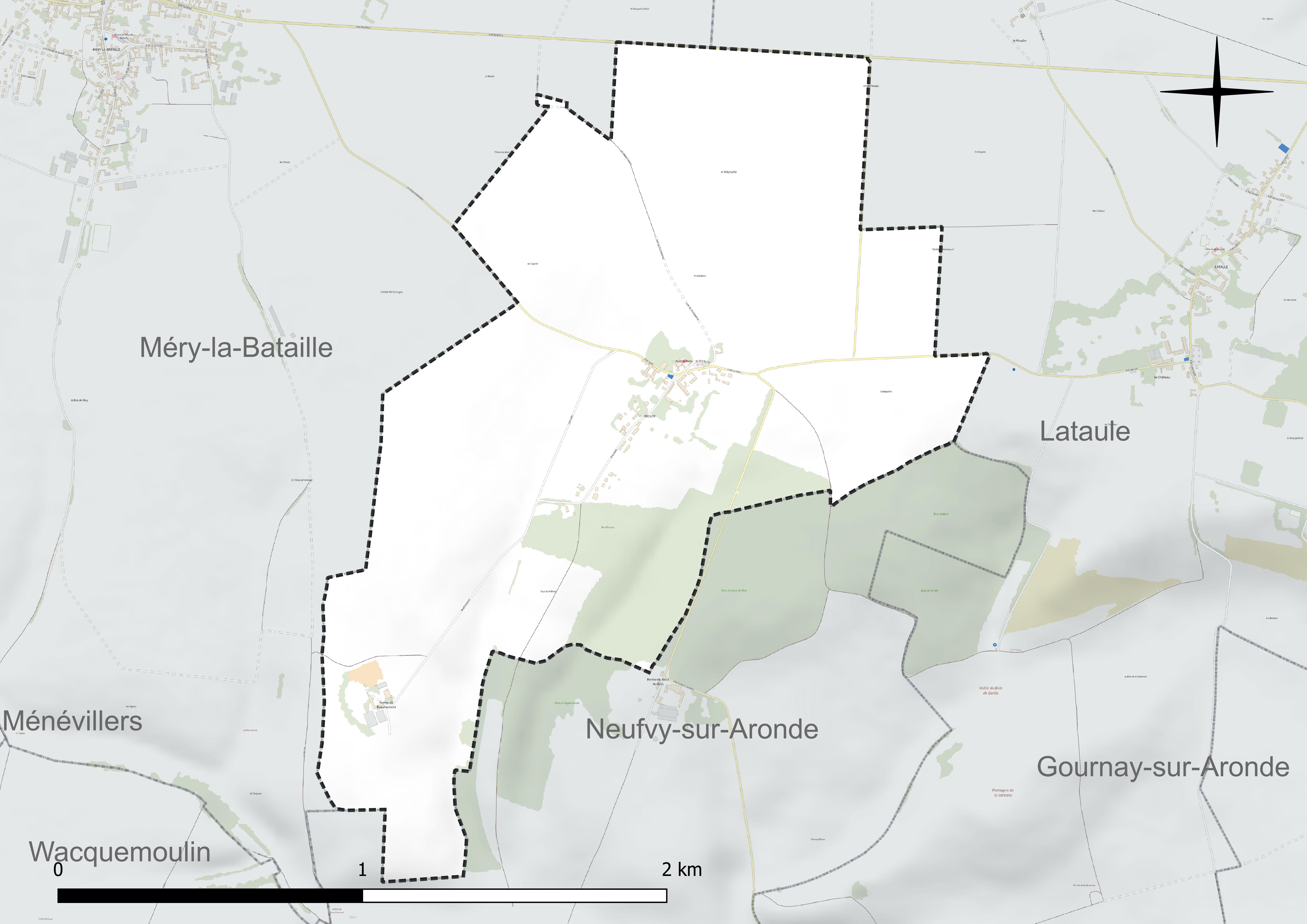
Réseau hydrographique de Belloy.

### Climat
Pour des articles plus généraux, voir Climat des Hauts-de-France et Climat de l'Oise.
En 2010, le climat de la commune est de type climat océanique dégradé des plaines du Centre et du Nord, selon une étude du CNRS s'appuyant sur une série de données couvrant la période 1971-2000. En 2020, Météo-France publie une typologie des climats de la France métropolitaine dans laquelle la commune est exposée à un climat océanique et est dans la région climatique Nord-est du bassin Parisien, caractérisée par un ensoleillement médiocre, une pluviométrie moyenne régulièrement répartie au cours de l'année et un hiver froid (3 °C).
Pour la période 1971-2000, la température annuelle moyenne est de 10,3 °C, avec une amplitude thermique annuelle de 14,7 °C. Le cumul annuel moyen de précipitations est de 718 mm, avec 11,5 jours de précipitations en janvier et 8 jours en juillet. Pour la période 1991-2020, la température moyenne annuelle observée sur la station météorologique la plus proche, située sur la commune de Godenvillers à 9 km à vol d'oiseau, est de 11,1 °C et le cumul annuel moyen de précipitations est de 701,9 mm,. Pour l'avenir, les paramètres climatiques de la commune estimés pour 2050 selon différents scénarios d'émission de gaz à effet de serre sont consultables sur un site dédié publié par Météo-France en novembre 2022.

## Urbanisme

### Typologie
Au 1er janvier 2024, Belloy est catégorisée commune rurale à habitat dispersé, selon la nouvelle grille communale de densité à sept niveaux définie par l'Insee en 2022.
Elle est située hors unité urbaine. Par ailleurs la commune fait partie de l'aire d'attraction de Compiègne, dont elle est une commune de la couronne,. Cette aire, qui regroupe 101 communes, est catégorisée dans les aires de 50 000 à moins de 200 000 habitants,.

### Occupation des sols

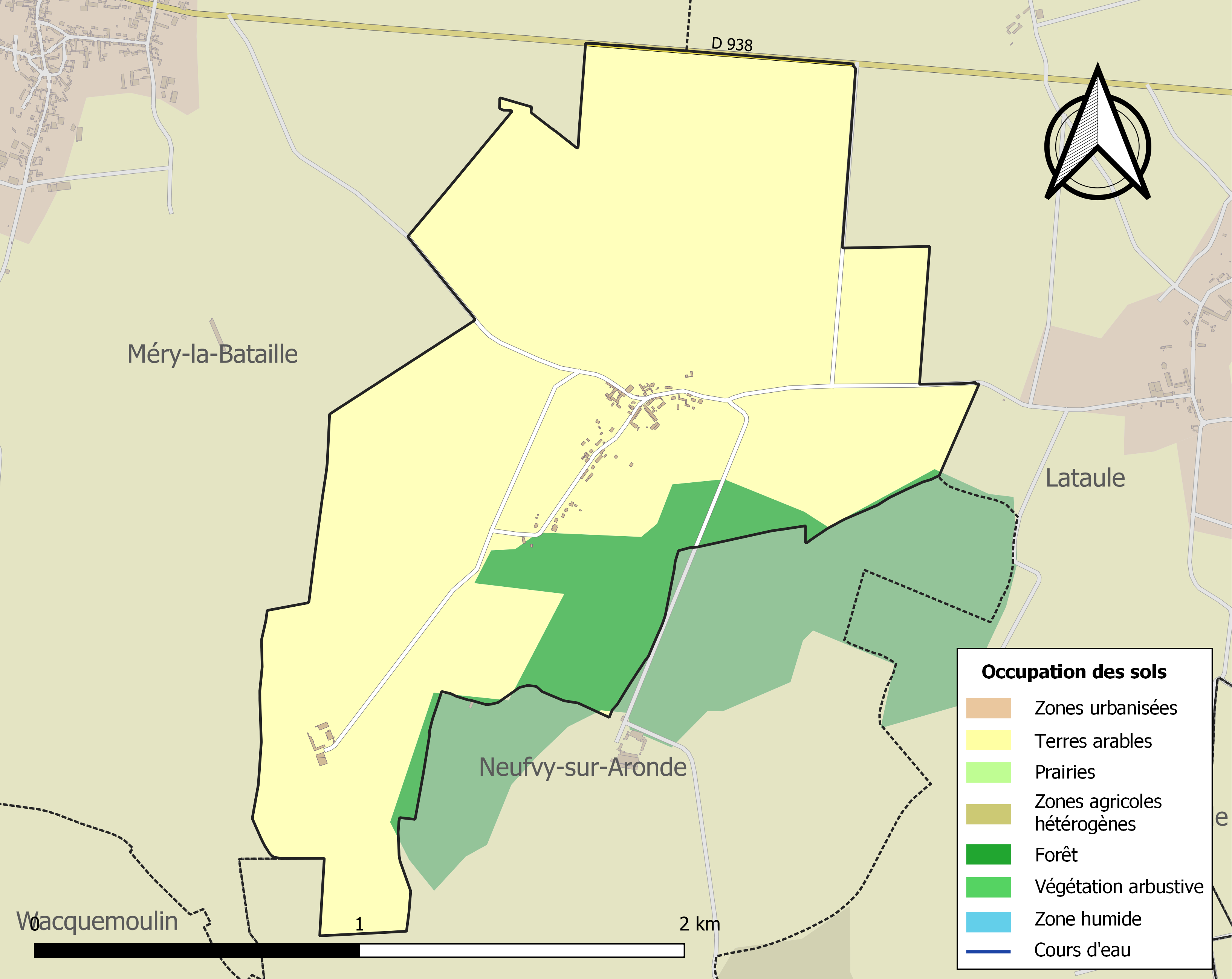
Carte des infrastructures et de l'occupation des sols de la commune en 2018 (CLC).

L'occupation des sols de la commune, telle qu'elle ressort de la base de données européenne d'occupation biophysique des sols Corine Land Cover (CLC), est marquée par l'importance des territoires agricoles (90,2 % en 2018), une proportion sensiblement équivalente à celle de 1990 (89,4 %). La répartition détaillée en 2018 est la suivante : 
terres arables (90,2 %), forêts (9,8 %). L'évolution de l'occupation des sols de la commune et de ses infrastructures peut être observée sur les différentes représentations cartographiques du territoire : la carte de Cassini (XVIIIe siècle), la carte d'état-major (1820-1866) et les cartes ou photos aériennes de l'IGN pour la période actuelle (1950 à aujourd'hui).

### Lieux-dits, hameaux et écarts
La commune compte un écart, la Ferme de Bauchemont, au sud du territoire communal.

### Habitat et logement
En 2018, le nombre total de logements dans la commune était de 47, alors qu'il était de 43 en 2013 et de 39 en 2008.
Parmi ces logements, 91,5 % étaient des résidences principales, 6,4 % des résidences secondaires et 2,1 % des logements vacants. Ces logements étaient pour 100 % d'entre eux des maisons individuelles et pour 0 % des appartements.
Le tableau ci-dessous présente la typologie des logements à Belloy en 2018 en comparaison avec celle de l'Oise et de la France entière. Une caractéristique marquante du parc de logements est ainsi une proportion de résidences secondaires et logements occasionnels (6,4 %) supérieure à celle du département (2,5 %) et à celle de la France entière (9,7 %). Concernant le statut d'occupation de ces logements, 89,5 % des habitants de la commune sont propriétaires de leur logement (86,8 % en 2013), contre 61,4 % pour l'Oise et 57,5 pour la France entière.
| Typologie                                               | Belloy | Oise | France entière |
| ------------------------------------------------------- | ------ | ---- | -------------- |
| Résidences principales (en %)                           | 91,5   | 90,4 | 82,1           |
| Résidences secondaires et logements occasionnels (en %) | 6,4    | 2,5  | 9,7            |
| Logements vacants (en %)                                | 2,1    | 7,1  | 8,2            |

### Voies de communication et transports
La commune est desservie, en 2023, par les lignes 655, 6303 et 6334 du réseau interurbain de l'Oise.

## Toponymie
Le nom de la localité est attesté sous les formes Bodolitum (1250) ; decima apud Beeloy (1138) ; de baalai (1190) ; Belloi (XVe) ; Bescos de beeloi (1255) ; Belloy près Gournay sur Aronde (XVe) ; Belloy (1667).
Le nom Belloy proviendrait du latin bidolidum, composé de betula, bouleau et du suffixe etum, ensemble de végétaux.

## Histoire
La terre de Belloy relevait de la seigneurie de Méry et du comté de Clermont. Elle appartint de bonne heure à la famille de Belloy qui tirait son nom de cette terre
La commune, instituée par la Révolution française, a été fugacement réunie de 1826 à 1835 à celle de Lataule.
Le village est considéré comme largement détruit à la fin de la Première Guerre mondiale et a  été décoré de la Croix de guerre 1914-1918, le 21 février 1921.

## Politique et administration

### Rattachements administratifs et électoraux

#### Rattachements administratifs
La commune se trouve  dans l'arrondissement de Compiègne du département de l'Oise.
Elle faisait partie depuis 1802 du canton de Ressons-sur-Matz. Dans le cadre du redécoupage cantonal de 2014 en France, cette circonscription administrative territoriale a disparu, et le canton n'est plus qu'une circonscription électorale.

#### Rattachements électoraux
Pour les élections départementales, la commune fait partie depuis 2014 du canton d'Estrées-Saint-Denis
Pour l'élection des députés, elle fait partie de la sixième circonscription de l'Oise.

### Intercommunalité
Belloy est membre de la communauté de communes du Pays des Sources, un établissement public de coopération intercommunale (EPCI) à fiscalité propre créé en 1997 et auquel la commune a transféré un certain nombre de ses compétences, dans les conditions déterminées par le code général des collectivités territoriales.

### Liste des maires
| Période                                  | Période                       | Identité         | Étiquette | Qualité                                     |
| ---------------------------------------- | ----------------------------- | ---------------- | --------- | ------------------------------------------- |
| Les données manquantes sont à compléter. |                               |                  |           |                                             |
| mars 2001                                | 2014                          | Antoine Bardinet | DVD       | Président de l'amicale des maires du canton |
| 2014                                     | En cours (au 2 décembre 2020) | Christian Cardon |           | Réélu pour le mandat 2020-2026              |

## Population et société

### Démographie

#### Évolution démographique
L'évolution du nombre d'habitants est connue à travers les recensements de la population effectués dans la commune depuis 1793. Pour les communes de moins de 10 000 habitants, une enquête de recensement portant sur toute la population est réalisée tous les cinq ans, les populations de référence des années intermédiaires étant quant à elles estimées par interpolation ou extrapolation. Pour la commune, le premier recensement exhaustif entrant dans le cadre du nouveau dispositif a été réalisé en 2005.

En 2022, la commune comptait 70 habitants, en évolution de −25,53 % par rapport à 2016 (Oise : +0,87 %, France hors Mayotte : +2,11 %).
| 1793 | 1800 | 1806 | 1821 | 1836 | 1841 | 1846 | 1851 | 1856 |
| ---- | ---- | ---- | ---- | ---- | ---- | ---- | ---- | ---- |
| 145  | 151  | 166  | 126  | 125  | 122  | 121  | 109  | 105  |

| 1861 | 1866 | 1872 | 1876 | 1881 | 1886 | 1891 | 1896 | 1901 |
| ---- | ---- | ---- | ---- | ---- | ---- | ---- | ---- | ---- |
| 98   | 103  | 89   | 95   | 86   | 95   | 99   | 78   | 77   |

| 1906 | 1911 | 1921 | 1926 | 1931 | 1936 | 1946 | 1954 | 1962 |
| ---- | ---- | ---- | ---- | ---- | ---- | ---- | ---- | ---- |
| 75   | 77   | 46   | 63   | 75   | 79   | 65   | 60   | 63   |

| 1968 | 1975 | 1982 | 1990 | 1999 | 2005 | 2006 | 2010 | 2015 |
| ---- | ---- | ---- | ---- | ---- | ---- | ---- | ---- | ---- |
| 49   | 53   | 62   | 64   | 71   | 79   | 83   | 86   | 94   |

| 2020 | 2022 | - | - | - | - | - | - | - |
| ---- | ---- | - | - | - | - | - | - | - |
| 79   | 70   | - | - | - | - | - | - | - |

#### Pyramide des âges
La population de la commune est relativement âgée.
En 2018, le taux de personnes d'un âge inférieur à 30 ans s'élève à 21,5 %, soit en dessous de la moyenne départementale (37,3 %). À l'inverse, le taux de personnes d'âge supérieur à 60 ans est de 34,2 % la même année, alors qu'il est de 22,8 % au niveau départemental.
En 2018, la commune comptait 45 hommes pour 44 femmes, soit un taux de 50,56 % d'hommes, légèrement supérieur au taux départemental (48,89 %).
Les pyramides des âges de la commune et du département s'établissent comme suit.
| Hommes | Classe d’âge | Femmes |
| ------ | ------------ | ------ |
| 0,0    | 90 ou +      | 2,6    |
| 12,5   | 75-89 ans    | 12,8   |
| 20,0   | 60-74 ans    | 20,5   |
| 30,0   | 45-59 ans    | 28,2   |
| 10,0   | 30-44 ans    | 20,5   |
| 20,0   | 15-29 ans    | 10,3   |
| 7,5    | 0-14 ans     | 5,1    |

| Hommes | Classe d’âge | Femmes |
| ------ | ------------ | ------ |
| 0,5    | 90 ou +      | 1,4    |
| 5,5    | 75-89 ans    | 7,6    |
| 15,6   | 60-74 ans    | 16,3   |
| 20,8   | 45-59 ans    | 20     |
| 19,4   | 30-44 ans    | 19,4   |
| 17,6   | 15-29 ans    | 16,2   |
| 20,6   | 0-14 ans     | 19,1   |

## Culture locale et patrimoine

### Lieux et monuments

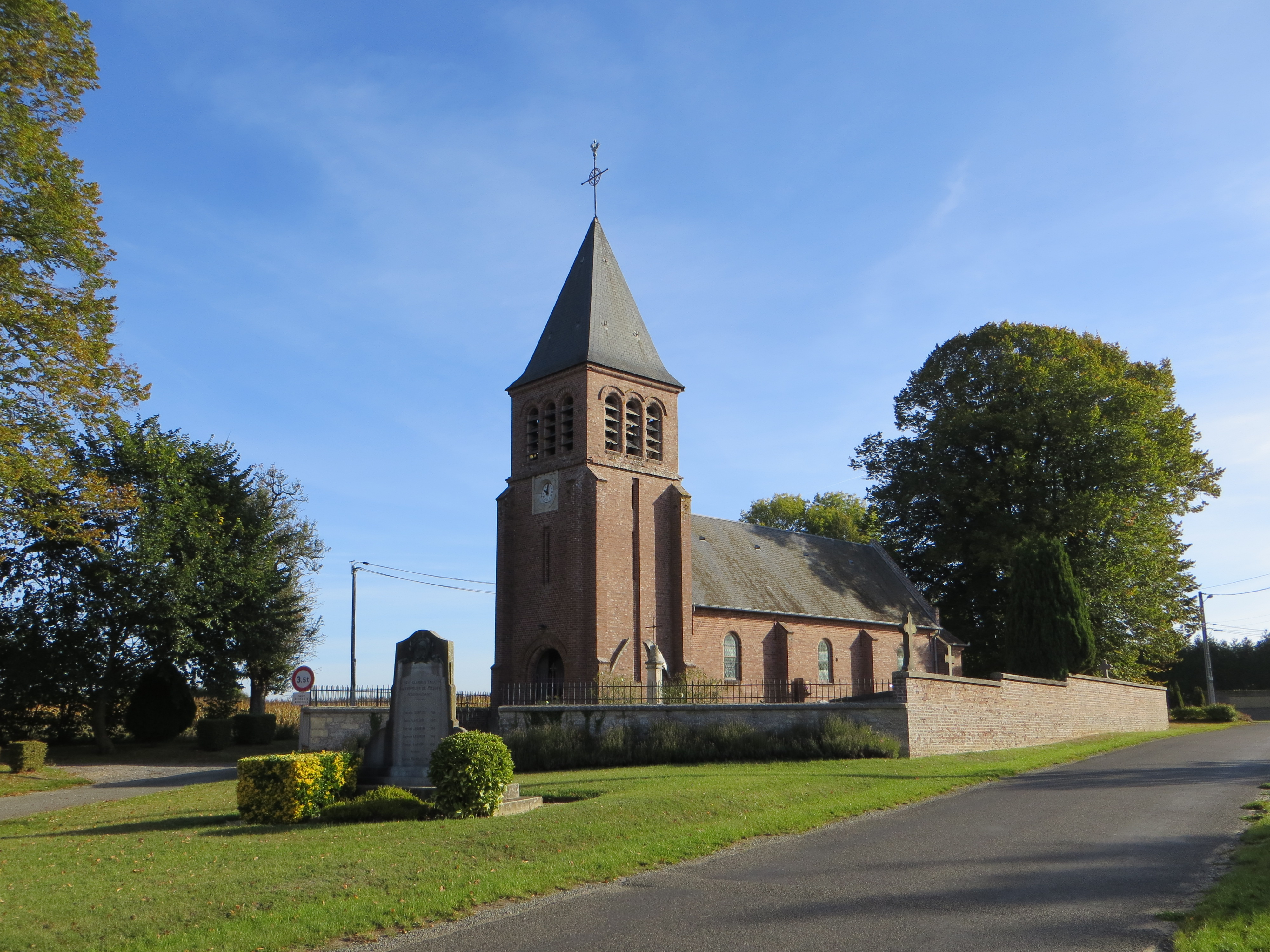
Église Saint-Jean - Cloche de l'église sonnant 10h : Fichier:Belloy - Église Saint-Jean - 10h.ogg

- Église Saint-Jean-Baptiste, reconstruite en brique en 1924-1925 en s'inspirant des dispositions de l'édifice précédent, totalement détruit pendant la Première Guerre mondiale et qui remontait, semble-t-il, au XVIIe ou au XVIIIe siècle[28].

### Personnalités liées à la commune
Quelques noms de seigneurs de Belloy nous sont parvenus : 
- Lanfroy est qualifié d'optimus dans un échange qu'il fit avec Hilduin de Saint-Denis, abbé de Saint-Denis, de plusieurs biens qu'il possédait dans le Parisis, au territoire de Belloy, la quinzième année du règne de Louis le Débonnaire (824) et le 9 février 940, il donna avec Teutgilde, sa femme et avec ses fils à la même abbaye, plusieurs manses et des serfs qu'il possédait à Belloy.
- Hugues et Gauthier de Belloy sont cités dans différents titres, comme sires de Belloy.
- Alméric de Belloy, comparaît à la donation que fait en 1144 Gérard de Picquigny à l'abbaye du Gard. Garin de Belloy est témoin dans une charte de 1190 avec ses fils Hugues et Henri. Il eut pour femme Mathilde.
- Guy, sire de Belloy, seigneur de Morangle, reconnaît en 1279, être homme-lige de Jean, vidame d'Amiens.
- Jean de Belloy, chevalier, fit une transaction en 1333, avec Pierre de Chambly, concernant la haute, moyenne et basse justice sur la terre de Belloy. Il servit le roi Philippe VI de Valois et assista à la bataille de Crécy. L'un de ses fils, Jacques de Belloy, chevalier, seigneur de Belloy en France, servit dans les armées du roi. Il épousa d'abord Jeanne du Lys, puis Isabeau de Soizy, dame de Poncey, dans la châtellenie de Méry. De son premier mariage il eut Ancel ou  Anceau de Belloy, seigneur de Belloy en France, de Morangle près de Beaumont-sur-Oise, du Lys, d'Estouteville, etc. Il épousa le 18 mai 1391, Marie des Essarts, en présence de Simon de Bucy, évêque de Soissons et  fut échanson du roi Charles V et mourut le 18 septembre 1460. Il eut Jacques de Belloy, tué à la bataille de Verneuil le 17 août 1424.
- Pierre de Belloy, seigneur de Belloy, Morangle, mort avant 1481. De sa femme Catherine, il eut neuf enfants, dont Antoine de Belloy, seigneur de Belloy, qui épousa Madeleine Le Boulanger de Montigny. Leur fils Guillaume de Belloy, seigneur de Belloy, Ronssoy, Fontenettes, Mesnil-Saint-Denis, etc., épousa Antoinette de Perthuis.
- Antoine de Belloy, chevalier, seigneur de Belloy, gentilhomme de la chambre du roi et chevalier de Malte en 1551. Il mourut en1567 et fut inhumé dans l'église de Belloy, où est sa tombe avec ses armes. Il avait épousé en premières noces Julienne de Montmirail dont il eut une fille Mathilde, et en secondes noces Catherine de Bar.
- Pierre de Belloy, chevalier, épousa par contrat du 6 novembre 1503 Blanche de Villers, il était homme d'armes du roi. Son fils  Jean de Belloy est  procureur du roi Charles IX en 1570.
- François de Belloy, seigneur de Belloy, épousa Madeleine Hesselin. Lieutenant des nobles de Paris il fut tué au service du roi
- Philippe de Belloy, chevalier, marquis de Morangles, épousa Thérèse le Picard, et en secondes noces Jeanne-Louise d'Anchy, il fut maintenu dans sa noblesse et mourut en 1736, âgé de quatre-vingt-deux ans, laissant vingt enfants de ses deux mariages...
- Philippe-Sébastien-Claude de Belloy, chevalier, comte de Belloy, seigneur d'Apremont, Oreillers, etc., page du roi et lieutenant de cavalerie, épousa à Paris, Claude-Valentine de Roussel. Leur fils unique Claude-François-Marie de Belloy, chevalier, seigneur de Campneuville, né en 1719, épousa le 23 septembre 1742, Louise-Françoise de Messier dont il eut trois enfants, entre autres Françoise-Marie, dame d'Orvillers, née le 3 février 1746.